# أوليفر بلاك (فلم)
أوليفر بلاك (بالإنجليزية: Oliver Black)، هُو فيلم دراما مغربي باللغة الفرنسية صدر سنة 2020، وهُو من إخراج توفيق بابا وإنتاج مُشترك بينه وبين رباب أبو الحسني.

## روابط خارجية
- مقالات تستعمل روابط فنية بلا صلة مع ويكي بيانات